# Нарвік (фільм)
«Нарвік» — норвезький історичний фільм про битву за Нарвік з 9 квітня по 8 червня 1940 року. Режисер Ерік Скьольдб'єрг, створений Nordisk Film, у головних ролях Крістін Гартген, Карл Мартін Еггсбо, Крістоф Гельферт Матісен і Хенрік Местад. Прем'єра фільму відбулася в Норвегії в грудні 2022 року, а в усьому світі (окрім Норвегії) фільм вийшов на Netflix у січні 2023 року.

## Синопсис
До квітня 1940 року Нарвік, невелике містечко на півночі Норвегії, регулярно перевозило з порту 85 % залізної руди, яку використовувала військова машина нацистської Німеччини. Спроби зірвати цей процес протягом двох місяців запеклої зимової війни призвели до того, що Гітлер зазнав першої серйозної поразки.

## Актори
- Крістін Хартген — Інгрід Тофте
- Карл Мартін Еггсбо — капрал Гуннар Тофте
- Крістоф Гельферт Матізен — Оле Тофте
- Генрік Местад — майор Сігурд Омдал
- Матильда Холтедаль Кухра в ролі Бьорга
- Стіг Хенрік Хофф в ролі Аслака Тофте
- Еміль Джонсен — Теодор Брох
- Карі Бремнес в ролі Поллі
- Крістоф Бах — консул Фріц Вуссов
- Біллі Кемпбелл у ролі Джорджа Гіббса
- Хольгер Гандтке — генерал Едуард Дітль
- Магнус Дагдейл у ролі Джайлза Роміллі
- Едвард Лі Алстад — рядовий Магне Хансен
- Торфінн Наг — полковник Конрад Сундло

## Виробництво
Аге Аберге з Nordisk Films підписав угоду на створення фільму про події в Нарвіку в 2016 році.

## Випуск
Вихід фільму був відкладений через пандемію COVID-19. Його прем'єра в Норвегії відбулася 25 грудня 2022 року, перед його світовим релізом Netflix. Він подолав 400 000 переглядів і став найпопулярнішим норвезьким кінофільмом у 2022 році. У січні 2023 року Netflix випустив фільм у 86 країнах.

## Сприйняття
Фільм похвалили операторську роботу та акторську гру, водночас проводячи паралелі з подіями в Україні з 2022 року.